# LP II
LP II is het tweede studioalbum van de Amerikaanse punkband The Soviettes. Het werd door Adeline Records op 13 april 2004 uitgegeven. Het is net zoals voorgaand album geproduceerd door Jacques Wait.

## Nummers
Kant A
1. "Ten" - 1:18
2. "#1 Is Number Two" - 1:50
3. "Pass the Flashlight" - 1:37
4. "Goes Down Easy" - 1:30
5. "Winning Is for Losers" - 1:38
6. "Angel A" - 1:42
7. "Tonight" - 2:23

Kant B
1. "There's a Banana in My Ear" - 1:14
2. "Love Song" - 1:02
3. "Portland" - 1:59
4. "Channel X" - 2:02
5. "Whatever You Want" - 2:20
6. "Don't Say No" - 1:27
7. "Come on Bokkie!" - 1:13

## Band
- Annie Holoien - gitaar, zang
- Maren "Stugeon" Macosko - gitaar, zang
- Danny Henry - drums, zang
- Susy Sharp - basgitaar, zang